# Ja idealne
Ja idealne – wyobrażony obraz własnej osoby, podmiotowa wizja tego, jakim chciałoby się być. 
„Ja idealne” charakteryzuje pośrednio cele pozapsychiczne oraz marzenia, wspomaga również rozwój psychiczny człowieka i jest oznaką pojawienia się zdolności do samowychowania.
W przypadku poważnych rozbieżności między ja realnym i idealnym dochodzi do uczuć natury depresyjnej, takich jak smutek, depresja, przygnębienie itp. Osobie w takiej sytuacji towarzyszy poczucie rozczarowania sobą, utraty szacunku, niższego poczucia własnej wartości.
Niektórzy psychologowie zaliczają „ja idealne” do jednego z dwóch podsystemów superego, na które składa się wtedy także sumienie.